# 斗南分局舊辦公廳舍
23°40′40″N 120°28′41″E / 23.677874°N 120.478128°E
斗南分局舊辦公廳舍，位於臺灣雲林縣斗南鎮、台一線旁，為臺灣總督府警察時期雲林縣警政建築最大與保留最完整的建物，今列縣定古蹟。

## 歷史

### 早期歷史
斗南分局舊辦公廳舍位於台一線省道與斗南鎮中山路路口，昔日名為「台南州斗六郡斗南警察官吏派出所」，是日治時期雲林縣警察辦公中廳舍最大與保留最完整的建物。清水磚木造廳舍建築採寄棟造、切妻造混合，正門山牆有稱為「鮑魚飾」的橢圓形勳牌裝飾。
1930年建立時927坪建地有七成為民間人士提供，1940年代再增建保甲事務所。1950年陸續增建三組(刑事組)、拘留所、消防隊等建築，形成迴廊中庭空間形式的辦公廳舍。

### 毀損棄置
九二一地震結構毀損，斗南分局搬離。
2001年中華民國各縣市歷史建築十景票選活動時間，斗南分局舊辦公廳舍在雲林縣十大歷史建築物以一百七十票獲第七名。此十間進入臺灣歷史建築百景票選後，斗南分局舊辦公廳、李萬居故居、吳秀才宅、北港溪鐵橋一同落選。

### 古蹟修復

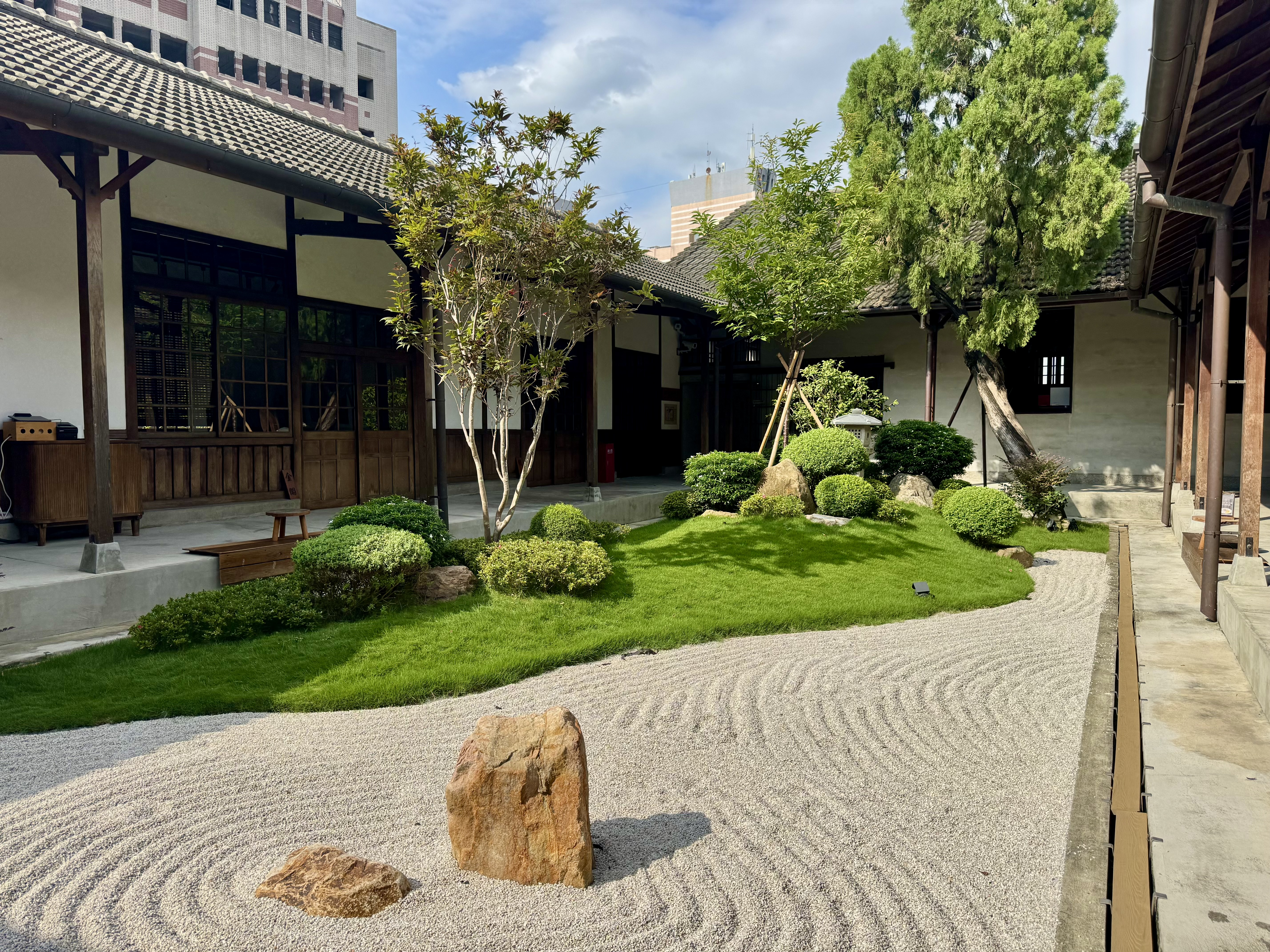
日式庭園

2004年閒置後，由縣府在2006年1月決定列為古蹟，但二十五位民間地主要求爭取地價補償，導致2006年5月、2007年2月古蹟資格兩次被撤銷。文化處想以地易地與地主協調，但不被地主應允，建物除荒廢外，辦公廳舍值錢物品遭偷。歷經土地所有權等多項爭紛，直到2009年3月才又成為縣定古蹟。縣府為此編列預算月租2萬9000元給民間地主。
縣府編列3250萬元、中央補助1750萬元對斗南分局舊辦公廳舍展開修復。2015年6月17日動工時，斗南分局長陳其峰、斗南鎮長張勝雄、文化處長劉銓芝、副縣長張皇珍等人參加。此次修復九二一地震後毀損的結構、拆除後期加建的構造、鐵皮屋瓦全部換回瓦片。次年3月27日，舉行修復工程工地現場展，邀請木匠師傅吳權坤示範。此次修復得到2017年建築園冶獎公共建築類。

### 文資活化

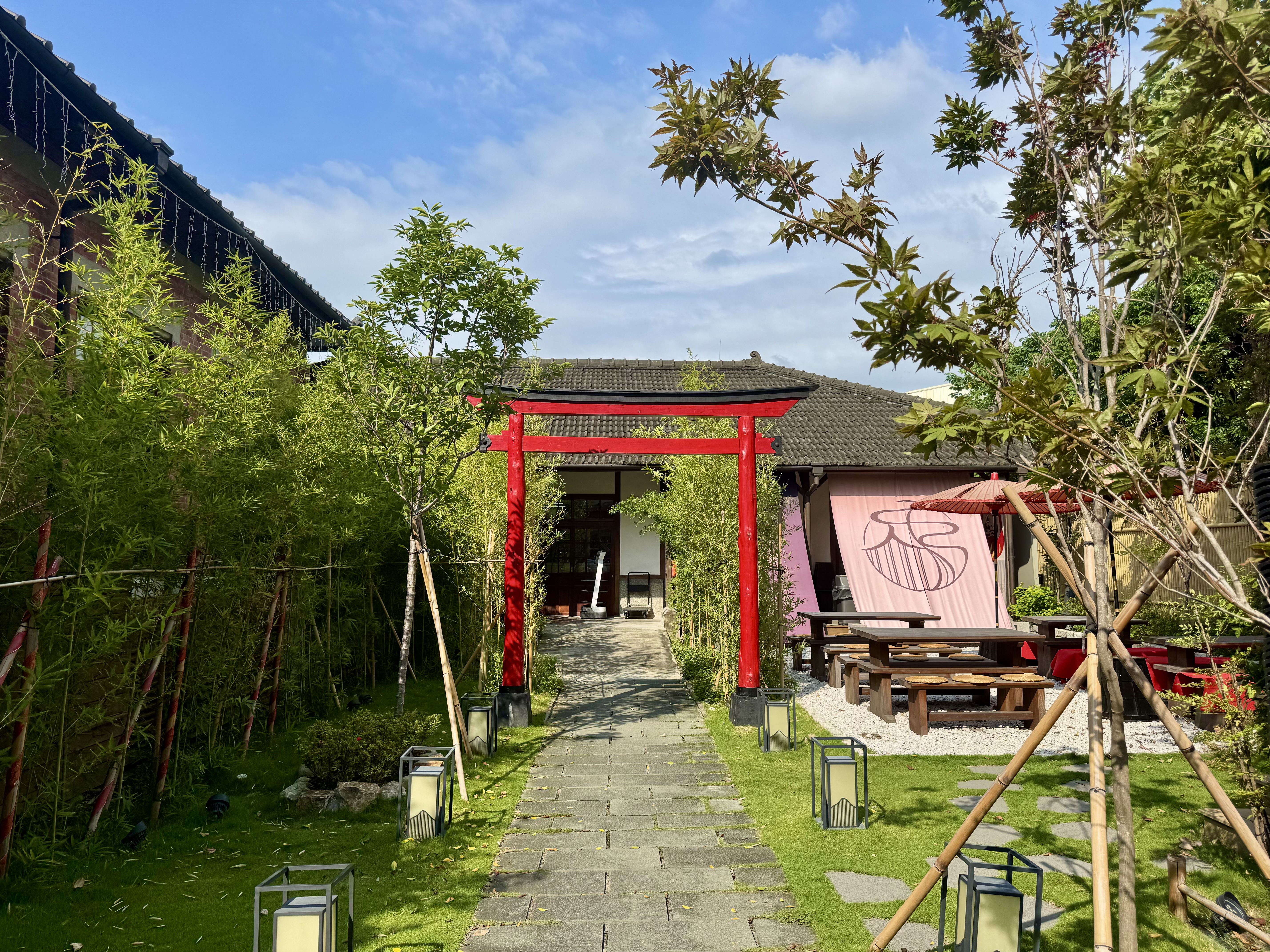
鳥居造型

2018年2月21日，縣長李進勇會勘去年底修復的斗南分局舊辦公廳舍，因多次招商應運未成，指示縣警局、文化處評估斗南派出所遷入可行性。但警察在此執勤恐有造成古蹟損害，於是斗南派出所改於2020年2月12日與斗南分局合署辦公。
縣府文化觀光處經多次招商程序，由繼光工務所接下營運。2020年3月28日開幕營運，雲林縣長張麗善、文化觀光處長陳璧君、斗南鎮長沈暉勛、退警謝大義、建築師李豐村、書法家陳岳山等參加。繼光工務所的建築師吳建志表示，除入口作咖啡為主打的輕食區，其他區域作文創、藝術教室、小農市集。營運不久即遭疫情，業者在2021年秋提早解約。2024年12月10日，改由東豪冷凍食簽約委託經營，以「榕苑」為品牌對外營運。